# Tuan Ťün-i
Tuan Ťün-i (čínsky pchin-jinem Duàn Jūnyì, znaky zjednodušené 段君毅; 13. března 1910 – 8. března 2004) byl čínský komunistický politik, první tajemník pekingského městského výboru KS Číny (1981–1984), předtím první tajemník provinčního výboru (1978–1981) a předseda revolučního výboru (1978–1979) v provincii Che-nan, předtím ministr železnic (1976–1978), ministr prvního ministerstva strojírenství (1960–1967). Do Komunistické strany Číny vstoupil roku 1936, účastnil se války s Japonskem i občanské války, v Čínské lidové republice od roku 1952 působil jako náměstek ministra na strojírenských ministerstvech. Během kulturní revoluce byl pronásledován, od roku 1971 se vrátil do politického života, zprvu ve vedení provincie S’-čchuan, od roku 1976 opět v centrálních úřadech v Pekingu. Dvě desetiletí byl členem širšího vedení KS Číny, v letech 1973–1982 jako člen ústředního výboru KS Číny a poté do roku 1992 člen stálého výboru ústřední poradní komise KS Číny.

## Život
Tuan Ťün-i se narodil 13. března 1910 v okrese Pchu na západě provincie Šan-tung (území po několika reorganizacích přešlo k okresu Fan, který se od roku 1964 nachází v provincii Che-nan). Po absolvování nižší střední školy odjel roku 1931 k dalšímu studiu do Pekingu, roku 1932 byl přijat na Čínskou univerzitu ke studiu politických věd a ekonomie. Zapojil se do vlasteneckého studentského hnutí, roku 1936 vstoupil do Komunistické strany Číny. Téhož roku odjel do Šanghaje, kde se angažoval ve studentských organizacích. Koncem roku 1937 odjel do Jen-anu, aby navštěvoval ústřední stranickou školu. Poté byl komunistickou stranou poslán do Šan-tungu, kde působil ve vedení okresu Tchaj-si. Od roku 1939 sloužil jako zástupce velitele jedné z brigád komunistických vojsk v Šan-tungu, jeho jednotka mimo jiné v boji zranila velitele japonské 114. divize, který po několika dnech zemřel na následky zranění. 
Ve druhé polovině 40. let působil v aparátu komunistické strany v Che-peji a Che-nanu, roku 1950 byl jmenován místopředsedou finančního a ekonomického výboru a vedoucího odboru průmyslu jihozápadního vojensko-administrativního výboru. Roku 1952 byl přeložen do Pekingu, kde převzal úřad náměstka ministra prvního ministerstva strojírenství. Roku 1954 byl zvolen poslancem Všečínského shromáždění lidových zástupců. Roku 1958 přešel na místo náměstka ministra druhého ministerstva strojírenství. V září 1960 se vrátil na první ministerstvo strojírenství, už jako ministr. Koncem roku 1964 byl zvolen poslancem celostátního výboru Čínského lidového politického poradního shromáždění.
Roku 1967 byl kritizován jako stoupenec návratu ke kapitalismu a zbaven funkcí.
Roku 1971 se vrátil do veřejného života, jako jeden z tajemníků s’čchuanského provinčního výboru KS Číny, později se stal i místopředsedou s’čchuanského revolučního výboru. Na X. sjezdu KS Číny v srpnu 1973 byl zvolen členem ústředního výboru (znovuzvolen roku 1977, ve funkci do roku 1982). V prosinci 1976 byl opětovně povolán do centrálních úřadů v Pekingu, tentokrát na místo ministra železnic, které zastával do října 1978. V únoru 1978 byl podruhé zvolen poslancem Všečínského shromáždění lidových zástupců a v červnu 1983 potřetí (do roku 1988). Od října 1978 vykonával funkci předsedy chenanského revolučního výboru (do září 1979) a prvního tajemníka chenanského provinčního výboru KS Číny (do ledna 1981). V lednu 1981 byl zvolen prvním tajemníkem pekingského městského výboru KS Číny, což byl vrchol jeho politické kariéry.
Na XII. sjezdu KS Číny v září 1982 už nezískal místo v ústředním výboru, náhradou byl zvolen členem ústřední poradní komise a jejího stálého výboru. V srpnu 1984 ho ve vedení strany v Pekingu nahradil Li Si-ming. Ve stálém výboru ústřední poradní komise setrval do XIV. sjezdu KS Číny v říjnu 1992, na němž byla komise zrušena.
Zemřel 8. března 2004 v Pekingu ve věku 98 let.